# Quốc lộ 15B
Quốc lộ 15B là một tuyến quốc lộ nằm trong địa phận tỉnh Hà Tĩnh.

## Lộ trình
Quốc lộ 15B nối giữa thị trấn Đồng Lộc, huyện Can Lộc với xã Phù Việt (nay là xã Việt Tiến), huyện Thạch Hà. Đoạn đầu của tuyến Quốc lộ 15B bắt đầu từ Ngã ba Đồng Lộc gần Quốc lộ 15 thuộc xã Đồng Lộc, Can Lộc và điểm cuối giao cắt với Quốc lộ 1 thuộc xã Phù Việt, Thạch Hà.

## Lịch sử
Tuyến Quốc lộ 15B có chiều dài là 11,308 km. Vào năm 2017, tuyến Quốc lộ này được nâng cấp lên thành một tuyến đường đồng bằng cấp III với bề rộng là 12,5 m với vận tốc tối đa được thiết kế là 80 km/h. Tổng mức đầu tư nâng cấp Quốc lộ này là 250 tỷ đồng do Sở Giao thông Vận tải tỉnh Hà Tĩnh làm chủ đầu tư. Nhà thầu xây dựng và nâng cấp tuyến trên là Công ty Xây dựng Hợp Lực và được thực hiện trong hai năm từ 2017 đến 2018. Tuyến Quốc lộ 15B được nâng cấp lên để phục vụ nhu cầu vận tải cũng như là tham quan, tưởng niệm của người dân tại di tích lịch sử Ngã ba Đồng Lộc và Khu tưởng niệm Anh hùng liệt sỹ Lý Tự Trọng, Hà Tĩnh.